# Luca Scassa

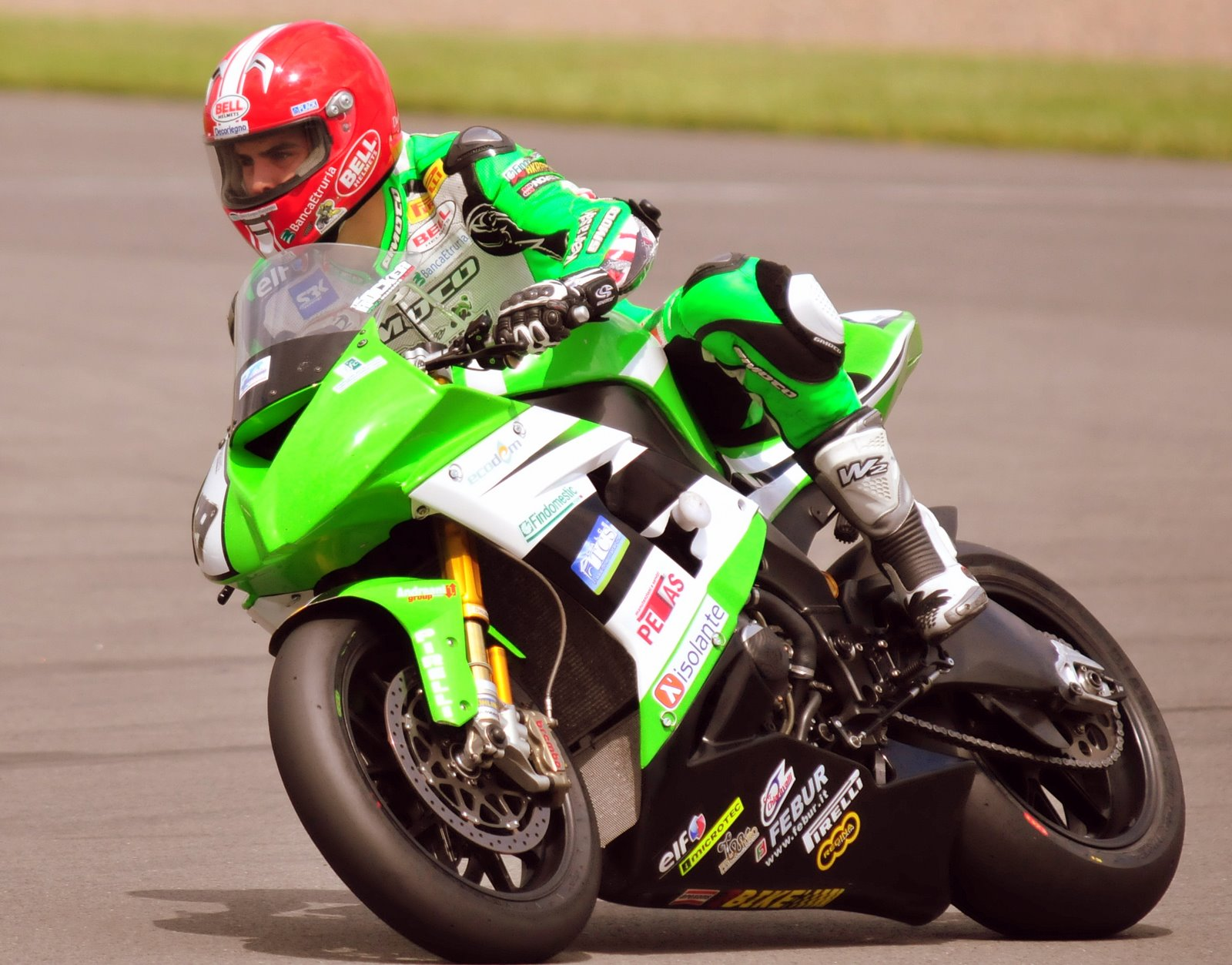
Luca Scassa in 2009.

Luca Scassa (Arezzo, 23 augustus 1983) is een Italiaans motorcoureur. In 2008 werd hij kampioen in het Italiaans kampioenschap superbike.

## Carrière
Scassa nam in 2004 deel aan het Italiaans kampioenschap Superstock op een Kawasaki. Hij won de seizoensopener op het Circuit Mugello en werd met 58 punten vierde in het kampioenschap. Dat jaar debuteerde hij ook in het Europees kampioenschap Superstock, waarin hij een podiumplaats behaalde op het Autodromo Enzo e Dino Ferrari. Met 69 punten werd hij zevende in deze klasse. In 2005 reed hij opnieuw in beide klassen, maar ditmaal op een Yamaha. In het Italiaans kampioenschap behaalde hij twee podiumplaatsen op Mugello en het Circuito Internazionale Santamonica en werd hij met 71 punten opnieuw vierde in de eindstand. In het Europees kampioenschap, dat was vervangen door de nieuwe FIM Superstock 1000 Cup, stond hij eveneens tweemaal op het podium op Brands Hatch en de Lausitzring. Hier werd hij wederom zevende in het klassement met 78 punten.
In 2006 reed Scassa weer in beide kampioenschappen op een MV Agusta. In het Italiaanse kampioenschap won hij twee races op Misano en behaalde hij in drie andere races het podium. Met 123 punten werd hij gekroond tot kampioen in de klasse. In de FIM Superstock 1000 Cup behaalde hij eveneens zijn eerste zeges op Brands Hatch en Imola. Met 143 punten werd hij achter Alessandro Polita en Claudio Corti derde in de klasse. In 2007 reed hij in het Amerikaans kampioenschap superbike op een MV Agusta. Een zevende plaats op de Virginia International Raceway was zijn beste resultaat en hij werd met 262 punten vijftiende in het kampioenschap. Daarnaast nam hij deel aan twee races van de FIM Superstock 1000 Cup, met een vierde plaats op het Circuit Magny-Cours als beste klassering, en een race van het Italiaans kampioenschap superbike, waarin hij op Mugello een podiumplaats behaalde.
In 2008 reed Scassa een volledig seizoen in het Italiaans kampioenschap superbike op een MV Agusta. Hij won twee races op Misano en Mugello en stond in de overige vier races drie keer op het podium. Met 110 punten werd hij gekroond tot kampioen in de klasse. Aan het eind van dat jaar debuteerde hij in het wereldkampioenschap superbike op een Honda als vervanger van Iván Silva in het laatste weekend op Portimão, maar scoorde hierin geen punten. In 2009 reed hij een volledig seizoen in het WK superbike op een Kawasaki. Hij behaalde zijn beste klassering met een dertiende plaats op Magny-Cours en eindigde met 11 punten op plaats 29 in het klassement. Daarnaast reed hij in de seizoensfinale van het Italiaans kampioenschap superbike op Mugello, waarin hij de pole position en een podiumplaats behaalde.
In 2010 reed Scassa opnieuw in het WK superbike, maar ditmaal op een Ducati. Hij moest de seizoensopener op Phillip Island missen omdat zijn motorfiets nog niet beschikbaar was. Ook moest hij twee weekenden missen vanwege een breuk in zijn voet, die hij opliep bij een ongeluk in de eerste race op Brno. Hij behaalde dat jaar zijn beste resultaten met twee zevende plaatsen in Salt Lake City en Magny-Cours. Met 85 punten werd hij zeventiende in het kampioenschap.
In 2011 maakte Scassa de overstap naar het wereldkampioenschap Supersport, waarin hij op een Yamaha reed. Hij won direct de eerste twee races op Phillip Island en Donington en voegde hier tegen het eind van het seizoen op Magny-Cours een derde zege aan toe. Daartegenover moest hij de race op Misano missen omdat hij korte tijd eerder al met een fabrieksmotor op hetzelfde circuit reed, wat volgens de reglementen niet toegestaan was. Met 134 punten werd hij vijfde in de eindstand. In 2012 kwam hij uit in het Brits kampioenschap superbike op een Honda. Een vierde plaats op het TT-Circuit Assen was dat jaar zijn beste resultaat en hij werd met 76 punten vijftiende in het klassement.
In 2013 keerde Scassa terug naar het WK Supersport, waarin hij ditmaal op een Kawasaki reed. Hij behaalde een podiumplaats op Aragón en werd met 75 punten achtste in het kampioenschap. Dat jaar maakte hij tevens zijn debuut in de MotoGP-klasse van het wereldkampioenschap wegrace op een ART als vervanger van de geblesseerde Karel Abraham tijdens de laatste vijf races van het seizoen. Hier was een zestiende plaats in Australië zijn beste klassering, waardoor hij geen kampioenschapspunten scoorde.
In 2014 nam Scassa op een Kawasaki deel aan drie raceweekenden van de EVO-klasse van het WK superbike, waarin een elfde plaats op Assen zijn beste resultaat was. Hij werd uiteindelijk vervangen door Romain Lanusse en hij eindigde met 16 punten op plaats 24 in het klassement. In 2015 werd hij aangesteld als testcoureur voor Ducati, voor wie hij uit mocht komen in het weekend op Magny-Cours als vervanger van de geblesseerde Davide Giugliano. Hij eindigde deze races als dertiende en negende. In 2016 reed hij in zes raceweekenden op een Ducati als vervanger van de geblesseerde Fabio Menghi. Een elfde plaats in Lausitz was zijn beste resultaat en hij eindigde met 10 punten op plaats 24 in de rangschikking. In het seizoen 2018-2019 keerde hij terug in de motorsport met zijn deelname aan het FIM Endurance World Championship, waarin hij twintigste werd. Hierna heeft hij niet meer deelgenomen aan races.